# Czytelnia Zachodnia (Læsesal Vest)

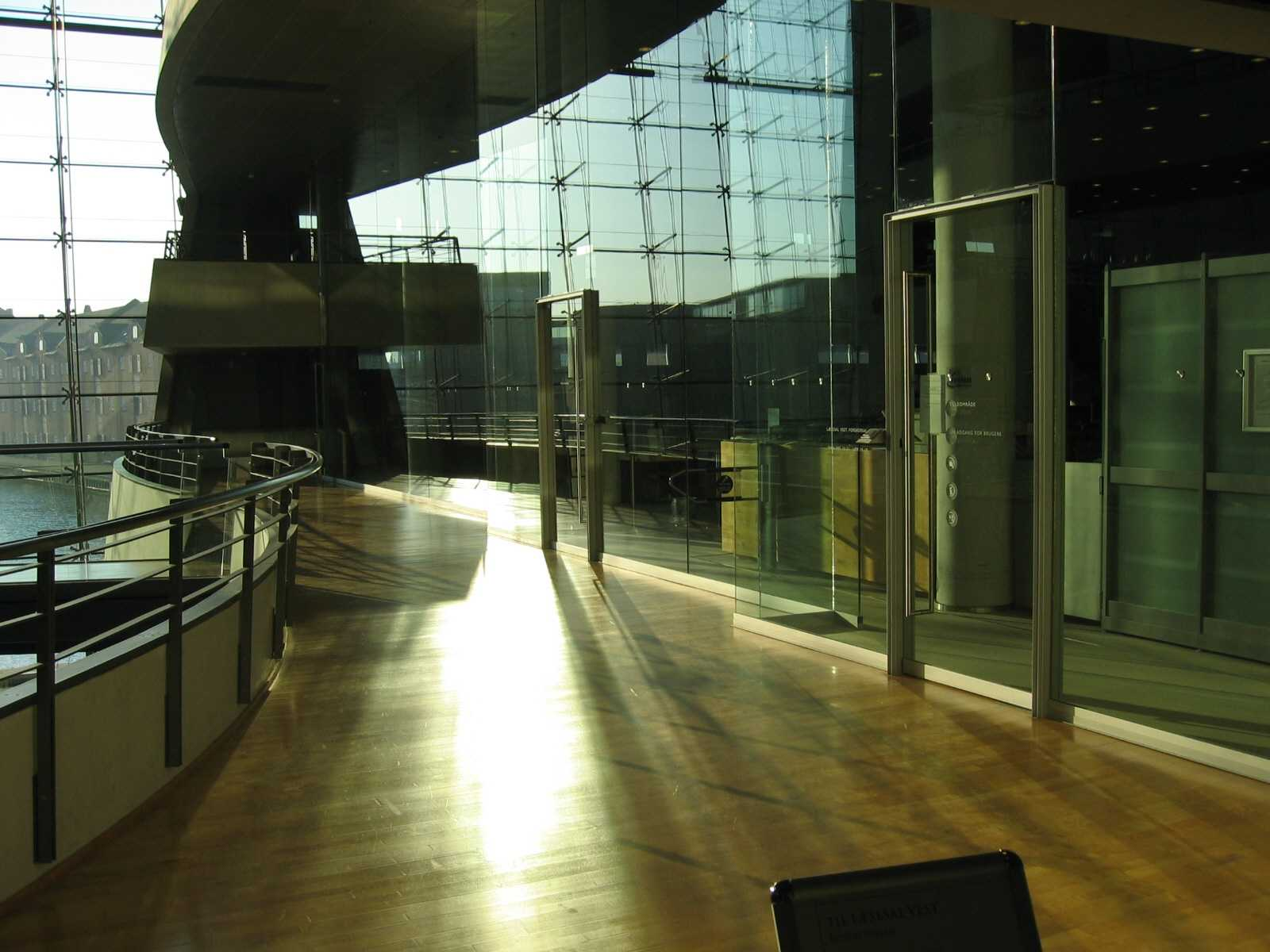
Læsesal Vest, wejście

Czytelnia Zachodnia czyli Czytelnia Naukowa Biblioteki Królewskiej w Kopenhadze, mieści się w zachodniej części nowego gmachu znanego pod nazwą Czarny Diament i jest częścią Biblioteki Narodowej. Tradycje czytelni sięgają czasów króla Fryderyka III (1609–1670), który w roku 1648 udostępnił ogółowi swoje zbiory biblioteczne.
Czytelnia Zachodnia pozwala:
- korzystać z materiałów klauzulowanych dostępnych wyłącznie na miejscu
- udostępnia dla publiczności bogaty księgozbiór podręczny

Jej użytkownicy to głównie:
- studenci i pracownicy Uniwersytetu w Kopenhadze
- naukowcy z kraju i zagranicy
- użytkownicy poszukujący informacji na zaawansowanym poziomie

Księgozbiór podręczny, liczący 65 000 tomów, jest rozmieszczony na obydwu piętrach czytelni. Obejmuje on większość dyscyplin Biblioteki Królewskiej, faworyzując jednakże nauki humanistyczne i teologię.